# Lixadeira
Lixadeira, lixadora (ou politriz) é uma ferramenta elétrica utilizada em oficinas mecânicas e na construção civil, entre outros, para fazer desbaste em superfícies. Seu uso requer cuidados especiais como a utilização de óculos de proteção. Lixadeiras de cinta larga podem ser usadas para remoção de rebarba e escórias.
Há quatro modelos populares de lixadeira no mercado: lixadeiras orbitais, lixadeiras roto orbitais, lixadeiras de cinta e lixadeiras angulares.
- Lixadeiras orbitais: com base quadrada, só realizam movimento de órbita. São as chamadas "lixadeira treme treme", com utilidade em acabamento de rebarbas;
- Lixadeiras roto orbitais: realizam movimentos de órbita e rotação. Contém base circular e são utilizadas para lixamento de superfícies planas;
- Lixadeiras de cinta: são modelos com cinta de lixa que, devido a alta rotação da cinta, conseguem realizar desbastes intensos. São ideais para retirada de grande quantidade de material.
- Lixadeiras angulares: com aparência semelhante à de uma esmerilhadeira, porém tem rotação mais baixa e não possui o escudo de proteção e no lugar do disco de desbaste há um disco de borracha, no qual se fixam lixas.